# Arsen Galsťan
Arsen Galsťan (rusky Арсен Галстян) nebo Arsen Galstjan (arménsky Արսեն Գալստյան), (* 19. únor 1989 v Nerkin Karmir'Achpjuru, Sovětský svaz) je ruský zápasník judista arménské národnosti, olympijský vítěz z roku 2012.

## Sportovní kariéra
Narodil se v malé obci Nerkin Karmir'Achpjur (Podzemní červený pramen) nedaleko Berdu v dnešní Arménii. V 7 letech se s rodinou přestěhoval do kavkazské autonomní republiky Adygejsko patřící do Ruské federace. S judem začal v Majkopu a později pokračoval v Krasnodaru pod vedením Olega Romanova. V reprezentaci spolupracuje s Ezio Gambou
Stabilním členem seniorské reprezentace se stal v roce 2009. O nominaci na velké akce soupeřil především s Kabarďanem Beslanem Mudranovem. V roce 2012 ho Gamba upřednostnil pro start na olympijských hrách v Londýně. Na olympijský turnaj nepřijel jako hlavní favorit na zlatou medaili, ale po taktické a fyzické stránce byl výborně připraven. V prvním a ve druhém kole si bez potíží poradil s outsidery startující na základě pozvánky MOV. Ve čtvrtfinále zvládl hru nervů s Jihokorejcem
Čchö Kwang-hjunem na praporky a v semifinále stál proti dvojnásobnému mistru světa Uzbeku Rišadu Sabirovovi. V roce 2012 v lednu Sabirova porazil a na olympijském turnaji své lednové vítězství potvrdil v prodloužení kontrachvatem. Ve finále se utkal s Japoncem Hiraokou. Jeho finálový soupeř zápas nezvládl po taktické stránce, po minutě boje kontroval jeho kontrachvat (uči-mata-gaeši) na ippon a získal zlatou olympijskou medaili.
V roce 2013 laboroval s kolenem. Účastnil se pouze Letní univerziády v Kazani, kde před domácím publikem vybojoval stříbrnou medaili. Od roku 2015 se prosazuje ve vyšší pololehké váze.

## Výsledky
| Olympijské hry     |    |     |    | —  |    |    |    | 1. |   |     |   |    |  |  |  |  |  |  |  |  |  |  |  |  |
| Mistrovství světa  | —  |     | —  |    | —  | 3. | 7. |    | — | —   | — |    |  |  |  |  |  |  |  |  |  |  |  |  |
| Mistrovství Evropy | —  | —   | —  | —  | 1. | —  | 3. | —  | — | úč. | — | 3. |  |  |  |  |  |  |  |  |  |  |  |  |
| MS juniorů         |    | úč. |    | 1. |    |    |    |    |   |     |   |    |  |  |  |  |  |  |  |  |  |  |  |  |
| ME juniorů         | —  | —   | 1. | —  |    |    |    |    |   |     |   |    |  |  |  |  |  |  |  |  |  |  |  |  |
| ME kadetů          | 1. |     |    |    |    |    |    |    |   |     |   |    |  |  |  |  |  |  |  |  |  |  |  |  |